# Alto-alemão médio
O alto-alemão médio (em alemão: Mittelhochdeutsch; abreviado como Mhd. pelos germanistas) designa o estágio histórico da língua alemã que vai de 1050 a 1350 e abrange as inúmeras variedades do alto-alemão superior (Oberdeutsch) e do alto-alemão central (Mitteldeutsch). Esse período compreende de modo geral a Alta Idade Média.
No entanto, no caso do alto-alemão médio, o lexema mittel- não representa nenhuma região geográfica – como no caso do alto-alemão central –, mas o estágio da língua alemã intermediário entre o alto-alemão antigo e o alto-alemão moderno.
Num sentido mais estrito, o alto-alemão médio designa a língua da literatura de corte na época dos Staufen. No século XIX convencionou-se retrospectivamente uma padronização da ortografia, o "alto-alemão médio padrão”, no qual muitas novas versões dos antigos textos foram estabelecidas. Ao tratar-se de características linguísticas do alto-alemão médio, é geralmente a essa forma da língua que se refere.

## O alto-alemão médio como estágio mais antigo da língua alemã
O alto-alemão médio como estágio mais antigo da língua alemã ocorre em inúmeras variantes regionais. 
O alto-alemão antigo (usado entre cerca de 750 e 1050, durante a Baixa Idade Média) precede o alto-alemão médio, que se diferencia principalmente pelo enfraquecimento das sílabas átonas e finais (Nebensilbenabschwächung e Endsilbenabschwächung). Não houve nenhuma continuidade escrita entre o alto-alemão antigo e o alto-alemão médio. Uma vez que nos séculos X e XI escrevia-se quase exclusivamente em latim, o alemão escrito só surgiu a partir do alto-alemão médio. Isso explica a diversidade na forma como se escrevia em alto-alemão médio, principalmente nos textos do século XII. 
No período entre aproximadamente 1350 e 1650 (da Idade Média Tardia até o início da Idade Moderna), fala-se em alto-alemão protomoderno (em alemão: Frühneuhochdeutsch). No entanto, essa demarcação não é unívoca para as diversas regiões, já que os dialetos nos quais as características do alto-alemão moderno não se enraizaram, mantiveram por mais tempo as formas antigas da língua. Assim, por exemplo, só no fim do século XV o alto-alemão moderno passou a ser usado na Suiça alemã.
Além do alto-alemão moderno, o alto-alemão médio também deu origem ao iídiche. 

### Periodização
Todos os textos escritos em alto-alemão no período entre aproximadamente 1050 e 1350 são considerados como alto-alemão médio. A linguística histórica estabeleceu de maneira unânime o ano de 1050 como início do alto-alemão médio com base em algumas variações linguísticas que o distinguiram das variantes do alto-alemão antigo, particularmente no sistema fonético, mas também na gramática.
O fim do período que compreende o alto-alemão médio, no entanto, é controverso. Os pesquisadores do século XIX usavam este mesmo termo para referir-se a qualquer texto até a época de Martin Luther. Essa delimitação encontra-se na literatura especializada mais antiga e remete principalmente ao irmãos Grimm. Hoje em dia, o termo alto-alemão médio é usado apenas para textos redigidos até 1350, enquanto alto-alemão protomoderno para os textos posteriores.
A seguinte periodização do alto-alemão médio baseia-se principalmente em critérios histórico-literários, ou seja, extra-linguísticos, e relacionados ao plano do conteúdo (há, contudo, desvios e desenvolvimentos gramaticais, lexicais e estilísticos que justificam essa divisão):
- Alto-alemão proto-médio (1050-1170)

- Alto-alemão médio clássico (1170-1250)

- Alto-alemão médio tardio (1250-1350)

Aborda-se, na maioria das representações, predominantemente o alto-alemão médio clássico, que era a língua de Hartmann von Aue, Wolfram von Eschenbach, Gottfried von Straßburg e de Walther von der Vogelweide.

### Divisão geográfica
O alto-alemão médio não era uma língua escrita unificada; pelo contrário, havia distintas formas e tradições de escrita nas diversas regiões em que se fazia uso do alto-alemão. A divisão regional do alto-alemão médio está abarcada pelas recentes regiões dialetais e pelas isoglossas fonéticas, embora essas fronteiras tenham se deslocado desde a Idade Média. Por exemplo, a expansão do baixo-alemão (Niederdeutsch), cujos vestígios escritos não são considerados parte da literatura em alto-alemão médio, continuava no sul, como hoje em dia.
Reconhece-se a origem dos textos em alto-alemão médio principalmente pelas diferentes pronúncias e pelo vocabulário, mas também através de diferentes formas gramaticais; baseando-se nisso, a germanística divide o alto-alemão médio nas seguintes variantes. Essa classificação baseia-se no trabalho de Hermann Paul (1846-1921) e até hoje não é completamente satisfatória. Além disso, não foi investigado completamente a qual região corresponde cada texto, pois muitos deles foram compostos por diferentes autores. (A tabela a seguir consta em Wilhelm Schmidt: Geschichte der deutschen Sprache. 10. Auflage. 2007, S. 276.) (...)
O reinado dos Hohenstaufen criou as condições para que, entre 1150 e 1250, surgisse uma língua poética e literária suprarregional. Essa língua baseou-se nos dialetos suábio e ostfränkisch. Com o declínio dos Staufen, essa língua também desapareceu.
Geralmente é a esta língua que se refere quando se trata do alto-alemão médio. No entanto, não procede que o alto-alemão moderno tenha se desenvolvido estritamente do alto-alemão médio em questão. Este é no máximo um estágio mais antigo do alto-alemão moderno. Na época, já havia dialetos que apresentavam características típicas do alto-alemão moderno. Entre eles, documentos do século XII oriundos de Kärnten (kärntnerische Urkunden) nos quais a ditongação do alto-alemão moderno já se fazia presente. Por outro lado, ainda se encontram características fonéticas típicas do alto-alemão médio, em sentido estrito, nos dialetos de hoje. Deste modo, muitos dialetos alemânicos preservaram os monotongos e ditongos do alto-alemão médio.

## A questão da língua culta
O alto-alemão médio da poesia cortês dos Hohenstaufen não era uma língua-padrão no sentido atual, pois nem sua ortografia, nem seu léxico eram padronizados. No entanto, vigorou para além de uma única região. Isso remete ao fato de que também foi usado por poetas que provinham de outros territórios dialetais, a exemplo de Heinrich von Veldeke e de Albrecht von Halberstadt; que determinados poetas, ao longo de suas vidas, tenderam a suprimir cada vez mais os regionalismos de suas obras; e que, por causa da adequação ao alto-alemão médio, só muito vagamente se pode determinar a origem linguística dos poetas, enquanto as características dialetais permitiriam fazê-lo com muita precisão.

## Área de aplicação
A área de aplicação do alto-alemão médio restringe-se à literatura cortês que floresceu no período dos Hohenstaufen e estava vinculada à aristocracia. Gêneros textuais de uso corrente (textos jurídicos, literatura científica, crônicas, literatura religiosa etc.), nos quais a compreensão por parte de todas as camadas sociais importava mais do que o alcance suprarregional, estes usavam as formas dialetais. Uma tradição mais ampla desse tipo de texto aparece pela primeira vez no século XIII, já que anteriormente tais textos eram escritos principalmente em latim.
As obras de poesia cortês da dinastia de Staufen são as mais conhecidas do alto-alemão médio, a exemplo da Nibelungenlied; do Lucidarius; do Parzival, de Wolfram von Eschenbach; do Tristan, de Gottfried von Straßburg; dos poemas de Walther von der Vogelweide; além do gênero da Minnesang.